# Into Linturi
Into Aimo Onni Linturi, född 21 oktober 1902 i Kjulo, död 7 augusti 1989 i Åbo, var en finländsk målare, tecknare och grafiker.
Linturi studerade 1921–1924 vid Centralskolan för konstflit, 1924–1926 vid Finska konstföreningens ritskola och 1947 vid Fria konstskolan samt ställde ut första gången 1928. Han är mest känd för sina landskapsmålningar och teckningar i bland annat kol och rödkrita med motiv från sina hemtrakter i Satakunta, men han har också framträtt som figur- och porträttmålare och -tecknare. Väggmålningar av Linturi finns i Porin yhteislyseo (1938) och stadshuset i Vammala (1956). En retrospektiv utställning av Linturis målningar och teckningar 1922-81 hölls i Wäinö Aaltonens museum i Åbo 1981.